# Jan Ostroróg

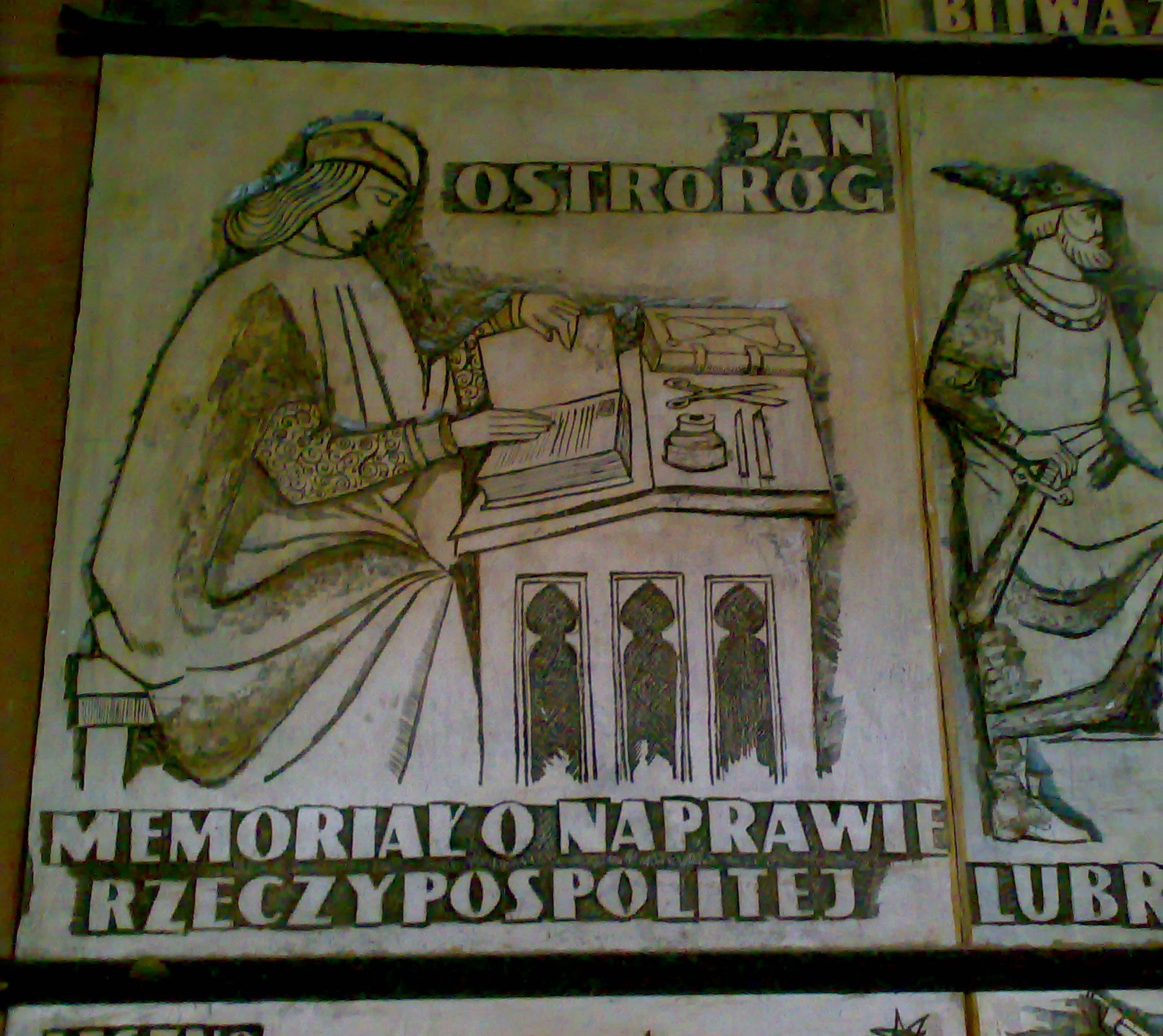
Jan Ostroróg Memorial

Jan Ostroróg (1436 – Grodzisk Wielkopolski, 1501) è stato uno scrittore e politico polacco.

## Biografia
Lo scrittore polacco Jan Ostroróg apparteneva ad una nobile famiglia. Suo padre era Stanisław Ostroróg il Vecchio, castellano (1400-1477) e sua madre era la principessa Helena Raciborska.
Studiò all'Università di Erfurt, poi si laureò allo Studio di Bologna, dove assorbì una profonda cultura umanistica e giuridica. Si interessò anche di questioni politiche e di diplomazia. Tornato in patria, fu accolto nella Cavalleria reale e partecipò alla vittoriosa guerra contro la Prussia.
È autore di un solo libro a noi noto, il Monumento per l'ordinamento dello Stato, in cui propose mutamenti politici radicali per i suoi tempi, come la separazione dello Stato dalla Chiesa. Fu inviato come ambasciatore a Roma, al tempo di papa Pio II e papa Paolo II.
Nel 1476-1477 cadde in disgrazia, fu imprigionato per volere del re Casimiro IV di Polonia, di cui era consigliere; ma poi fu perdonato e liberato.